# Bandholm
Bandholm – miasto w Danii, w regionie Zelandia, w gminie Lolland.